# Ала-Тсумба
А́ла-Тсу́мба (эст. Ala-Tsumba) — деревня в волости Сетомаа уезда Вырумаа, Эстония. Исторически относится к нулку Юле-Пелска.
До административной реформы местных самоуправлений Эстонии 2017 года входила в состав волости Меремяэ (упразднена).

## География и описание
Расположена в 26 километрах к востоку от уездного центра — города Выру, и в 17 километрах к юго-западу от волостного центра — посёлка Вярска, в 4 километрах от российско-эстонской границы. Высота над уровнем моря — 82 метра. На юге граничит с деревней Тсумба.
Климат переходный от морского к континентальному. Официальный язык — эстонский. Почтовый индекс — 65356.

## Население
По данным переписи населения 2021 года, в Ала-Тсумбапостоянных жителей не было.
По данным переписи населения 2011 года, в  деревне проживали 2 человека, национальность неизвестна (сету в перечне национальностей выделены не были).
Численность населения деревни Ала-Тсумба по данным переписей населения:
| Год  | 1959 | 1970 | 2000 | 2011 | 2021 |
| ---- | ---- | ---- | ---- | ---- | ---- |
| Чел. | 28   | ↘ 22 | ↘ 0  | → 0  | → 0  |

По данным Регистра народонаселения, по состоянию на 7 сентября 2021 года в Ала-Тсумба проживал 1 человек.

## История
В письменных источниках 1882 года упоминается Чумпа (пустошь), 1904 года — Tsumna, пустошь Цу́мна, примерно 1920 года — Tsumpa, 1922 года — Zumba-Ala, 1940 года — Ala-Tsumba (пустошь).
В начале XX века вокруг мельницы сформировалась в основном эстоноязычная деревня. В 1977–1997 годах Ала-Тсумба была частью деревни Киксова.

## Происхождение топонима
Институт эстонского языка предлагает в качестве основы топонима слово из языка сету tsomplikane, tsumplikanõ («ухабистый»). Эстонский этнограф и языковед Юри Труусманн в качестве объяснения предлагал сетуское слово kumpu («холм») или латышское слово kumpa, kumpis («хребет», «горб»).
В народе деревню также называют Сурмакюля (Surmakülä— «Деревня смерти»), потому что когда-то здесь якобы погиб попавший между жернова мукомол.

## Комментарии
1. ↑  Эстонские топонимы, оканчивающиеся на -а, не склоняются и не имеют женского рода (исключение — Нарва)[8].